# اتفاقية الشرف (فلم)
اتفاقية الشرف (بالإنجليزية: Gentleman's Agreement) هو فيلم دراما تم إنتاجه في الولايات المتحدة وصدر في سنة 1947.

## طاقم التمثيل
- جريجوري بيك

### ترشيحات وجوائز
| السنة | الحدث  | الفئة     | النتيجة  |
| ----- | ------ | --------- | -------- |
| 1947  | أوسكار | أفضل فيلم | فـــــوز |

## الميزانية والإيرادات
بلغت تكلفة إنتاج الفيلم حوالي 1,985,000 دولار بينما حقق أرباحا تقدر بـ 7,800,000 دولار.

## وصلات خارجية
- مقالات تستعمل روابط فنية بلا صلة مع ويكي بيانات